# George R. Nelson
Pour les articles homonymes, voir George Nelson et Nelson.
George Robert Nelson est un chef décorateur américain né le 22 mai 1927 à Washington (district de Columbia) et mort le 22 août 1992 à Los Angeles (Californie).

## Filmographie (sélection)
- 1962 : Un crime dans la tête (The Manchurian Candidate) de John Frankenheimer
- 1963 : Un dimanche à New York (Sunday in New York) de Peter Tewksbury
- 1964 : L'Amour en quatrième vitesse (Viva Las Vegas) de George Sidney
- 1966 : Matt Helm, agent très spécial (The Silencers) de Phil Karlson
- 1967 : Le Lauréat (The Graduate) de Mike Nichols
- 1970 : Little Big Man d'Arthur Penn
- 1970 : Zabriskie Point de Michelangelo Antonioni
- 1971 : Ce plaisir qu'on dit charnel (Carnal Knowledge) de Mike Nichols
- 1971 : Johnny s'en va-t-en guerre (Johnny Got His Gun) de Dalton Trumbo
- 1972 : Guet-apens (The Getaway) de Sam Peckinpah
- 1974 : Le Parrain 2 (Mario Puzo's The Godfather: Part II) de Francis Ford Coppola
- 1975 : Une bible et un fusil (Rooster Cogburn) de Stuart Millar
- 1976 : C'est arrivé entre midi et trois heures (From Noon till Three) de Frank D. Gilroy
- 1978 : Têtes vides cherchent coffres pleins (The Brink's Job) de William Friedkin
- 1978 : FIST de Norman Jewison
- 1979 : Apocalypse Now de Francis Ford Coppola
- 1980 : Urban Cowboy de James Bridges
- 1982 : Hammett de Wim Wenders
- 1983 : L'Étoffe des héros (The Right Stuff) de Philip Kaufman
- 1984 : Birdy d'Alan Parker
- 1986 : Les Aventures de Jack Burton dans les griffes du Mandarin (Big Trouble in Little China) de John Carpenter
- 1986 : Poltergeist 2 (Poltergeist II: The Other Side) de Brian Gibson
- 1988 : Midnight Run de Martin Brest
- 1989 : Les Nuits de Harlem (Harlem Nights) d'Eddie Murphy
- 1989 : Quand Harry rencontre Sally (When Harry Met Sally...) de Rob Reiner
- 1990 : 48 Heures de plus (Another 48 Hrs.) de Walter Hill

## Distinctions
Oscar des meilleurs décors

### Récompenses
- en 1975 pour Le Parrain 2

### Nominations
- en 1979 pour Têtes vides cherchent coffres pleins
- en 1980 pour Apocalypse Now
- en 1984 pour L'Étoffe des héros